# Pista ciclabile Corridoio Morenico alto
La pista ciclabile Corridoio Morenico alto è un percorso ciclabile della provincia di Mantova, nell'Alto Mantovano, che collega Cavriana a Ponti sul Mincio.

## Descrizione
La pista percorre le colline moreniche a sud del lago di Garda, con alcuni saliscendi tra Cavriana e Ponti sul Mincio.
Attraversa un paesaggio ricco di frutteti e vigneti sino a raggiungere il fiume Mincio.
A fine percorso incrocia la pista ciclabile del Mincio e si può raggiungere Mantova o Peschiera del Garda.

## Tappe principali
- Cavriana 155 m s.l.m.
- Castellaro Lagusello 113 m s.l.m.
- Monzambano 88 m s.l.m.
- Ponti sul Mincio 113 m s.l.m.